# Sainte-Hermine
Pour les articles homonymes, voir Hermine (homonymie).
Sainte-Hermine est une ancienne commune du Centre-Ouest de la France située dans le département de la Vendée, en région Pays de la Loire.
Au 1er janvier 2025, elle devient une commune déléguée au sein de la commune nouvelle de Saint-Jean-d’Hermine à la suite de sa fusion avec Saint-Jean-de-Beugné. Commune jumelée avec Sillingy en Haute-Savoie. 

## Géographie
Le territoire municipal de Sainte-Hermine s'étend sur 34,93 hectares. L'altitude moyenne de la commune est de 42 mètres, avec des niveaux fluctuant entre 12 et 83 mètres,.

### Situation
Sainte-Hermine était située sur le carrefour de deux routes nationales d'importance : la N 148, qui à son apogée était la route de Limoges à Noirmoutier, et la N 137 qui était la route de Bordeaux à Saint-Malo. Le déclassement des routes nationales a fait perdre l'importance de ce croisement.
L'autoroute A83 de Nantes à Niort est désormais la nouvelle voie de communication la plus importante.
Le chemin de fer (ancienne ligne de Chantonnay à Luçon) a laissé la gare de Sainte-Hermine vide de trains en 1946. La ligne de chemin de fer empruntait l’actuelle route de Nantes à Bordeaux.

### Climat
Pour des articles plus généraux, voir Climat des Pays de la Loire et Climat de la Vendée.
En 2010, le climat de la commune est de type climat océanique franc, selon une étude du CNRS s'appuyant sur une série de données couvrant la période 1971-2000. En 2020, Météo-France publie une typologie des climats de la France métropolitaine dans laquelle la commune est exposée à un climat océanique et est dans la région climatique Bretagne orientale et méridionale, Pays nantais, Vendée, caractérisée par une faible pluviométrie en été et une bonne insolation.
Pour la période 1971-2000, la température annuelle moyenne est de 12 °C, avec une amplitude thermique annuelle de 14,3 °C. Le cumul annuel moyen de précipitations est de 827 mm, avec 12,6 jours de précipitations en janvier et 6,6 jours en juillet. Pour la période 1991-2020, la température moyenne annuelle observée sur la station météorologique de Météo-France la plus proche, « Sainte Gemme la Plaine_sapc », sur la commune de Sainte-Gemme-la-Plaine à 9 km à vol d'oiseau, est de 13,0 °C et le cumul annuel moyen de précipitations est de 809,1 mm,. Pour l'avenir, les paramètres climatiques de la commune estimés pour 2050 selon différents scénarios d'émission de gaz à effet de serre sont consultables sur un site dédié publié par Météo-France en novembre 2022.

## Urbanisme

### Typologie
Au 1er janvier 2024, Sainte-Hermine est catégorisée commune rurale à habitat dispersé, selon la nouvelle grille communale de densité à sept niveaux définie par l'Insee en 2022.
Elle appartient à l'unité urbaine de Sainte-Hermine, une unité urbaine monocommunale constituant une ville isolée,. La commune est en outre hors attraction des villes,.

### Occupation des sols
L'occupation des sols de la commune, telle qu'elle ressort de la base de données européenne d’occupation biophysique des sols Corine Land Cover (CLC), est marquée par l'importance des territoires agricoles (81,2 % en 2018), en diminution par rapport à 1990 (84,6 %). La répartition détaillée en 2018 est la suivante : terres arables (63,7 %), zones agricoles hétérogènes (11,6 %), forêts (7,8 %), zones urbanisées (7,4 %), prairies (5,8 %), zones industrielles ou commerciales et réseaux de communication (3,6 %). L'évolution de l'occupation des sols de la commune et de ses infrastructures peut être observée sur les différentes représentations cartographiques du territoire : la carte de Cassini (XVIIIe siècle), la carte d'état-major (1820-1866) et les cartes ou photos aériennes de l'IGN pour la période actuelle (1950 à aujourd'hui).

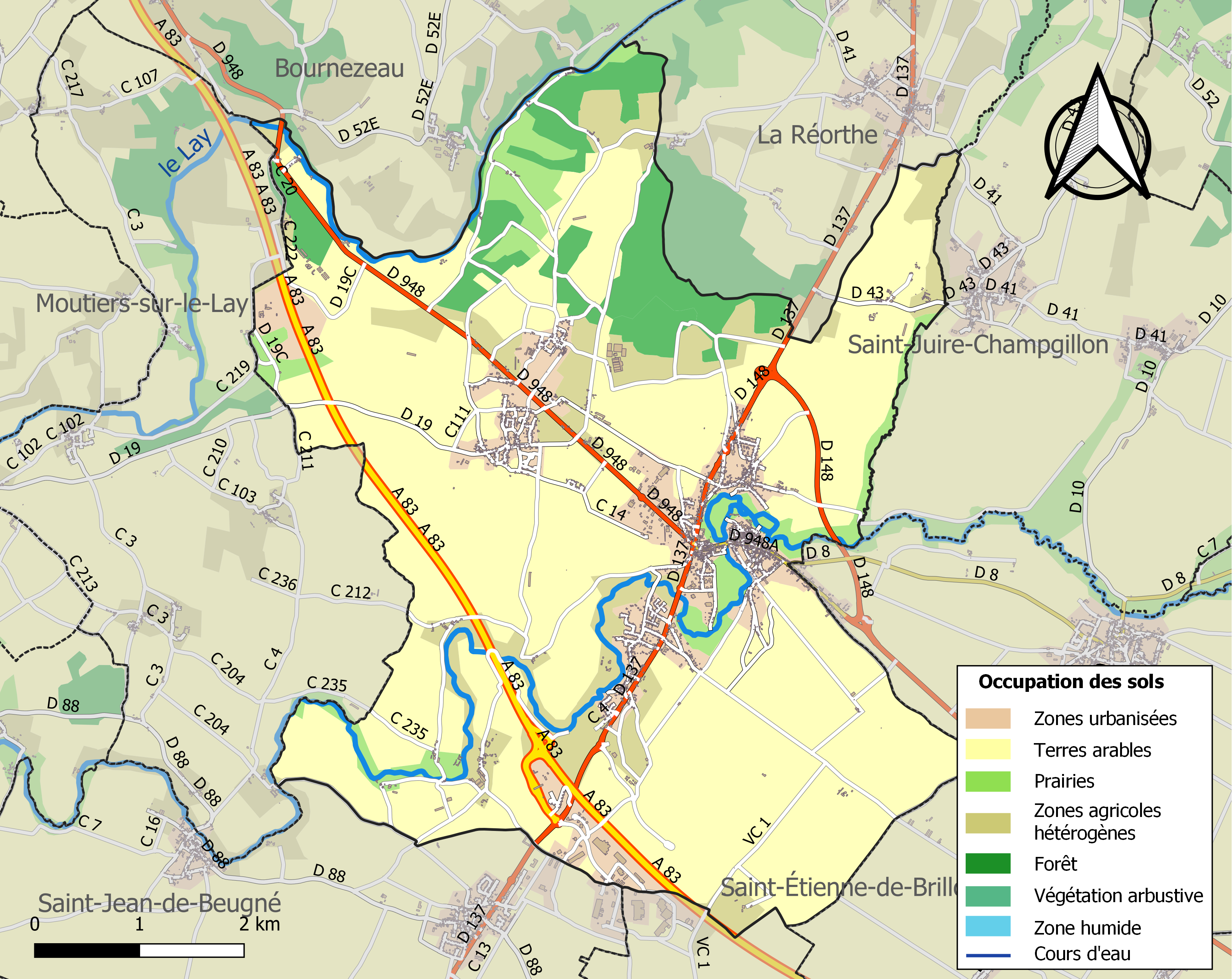
Carte des infrastructures et de l'occupation des sols de la commune en 2018 (CLC).

## Toponymie
Sainte-Hermine tient son nom de la chapelle du château aujourd’hui disparu en mémoire de sainte Irmine, qui vécut au VIIIe siècle et mourut dès les premières années du IXe.
Durant la Révolution, la commune porte le nom d'Hermine-sur-Smagne du nom de la Smagne, rivière qui traverse le village.

## Histoire
Au cours de la Révolution française, Sainte-Hermine est dans la tourmente. Une garde nationale est formée, mais le curé de la paroisse, Alexandre Gusteau, a refusé la Constitution civile du clergé de 1790 au même titre que son frère, Joseph Gusteau. Ce détail important laisse à penser que la population herminoise était plutôt, comme l'écrasante majorité de la population de la Vendée insurgée, contre la Révolution et sa haine du catholicisme. En application de la loi du 26 août 1792 qui condamne les prêtres réfractaires au bannissement, Alexandre Gusteau et son frère sont déportés en Espagne le 11 septembre 1792 : ils embarquent aux Sables-d'Olonne à bord du navire Marie Gabrielle pour un long exil, alors qu'ils sont pourtant originaires de Fontenay-le-Comte : seul le curé de Sainte-Hermine en reviendra pour occuper à nouveau ses fonctions.
Sainte-Hermine se retrouva, comme des centaines d'autres paroisses de la Vendée insurgée, en plein cœur de la guerre de Vendée. Les gardes nationaux de Sainte-Hermine participèrent, du côté des Républicains, aux premiers affrontements, dont celui de la bataille de Pont-Charrault qui fut la première grande victoire vendéenne. Sans que nous puissions dater précisément chaque prise et reprise de la ville, Sainte-Hermine a fait partie de ces paroisses au sein desquelles plusieurs batailles opposant les Vendéens aux Républicains ont eu lieu. À la veille de la troisième bataille de Luçon du 14 août 1793, les chefs vendéens se rassemblent à l'auberge du Bon Pasteur, à Sainte-Hermine. Charette, d'Elbée, Royrand, La Rochejaquelein, Lescure, Marigny et Joly y ont préparé le plan d'attaque de Luçon. Cette troisième bataille de Luçon fut l'une des batailles les plus meurtrières de la guerre, et une défaite pour les Vendéens. Les Herminois semblent avoir participé activement à la guerre du côté des Vendéens insurgés, catholiques et royalistes, et une grande partie d'entre eux ont, d'après l'historien Émile Gabory, participé à la tragique virée de Galerne : « les généraux républicains le constatent dans leurs Mémoires, ils ne trouvèrent pas un seul homme à Sainte-Hermine, à Chantonnay, aux Herbiers ; tout avait pris la même direction, tout avait fui vers la Loire ou gisait dans les rues, sur les bords de la route, dans les champs ».
Le 21 janvier 1794, les colonnes infernales du général Louis-Marie Turreau se mettent en marche : elles doivent appliquer, avec plus d'efficacité qu'auparavant, les lois des 1er août et octobre 1793. Les colonnes de soldats républicains ont pour ordre de tout brûler et de tout massacrer en Vendée insurgée. Pourtant, la Grande Armée Catholique et Royale, avec les dizaines de milliers de civils qui la suivait, ont déjà été massacrés au Mans et à Savenay en décembre 1793, et Noirmoutier a été reprise par les Républicains le 3 janvier, empêchant ainsi totalement les Vendéens de représenter une sérieuse menace militaire. Ce fut sans justification d'ordre militaire que le plan de Turreau, approuvé par le Comité de salut public, a été exécuté. « Seuls 13 bourgs doivent être épargnés : Clisson, Montaigu, La Châtaigneraie, Argenton, Fontenay, Sainte-Hermine, Chantonnay, Saint-Vincent, Machecoul, Cholet, Bressuire, Chalonnes Saint-Florent ; ceci non par souci d'humanité, mais parce qu'ils devaient servir de points de départ, de ralliement, et de ravitaillement. Plusieurs subirent ensuite le sort commun ». Sainte-Hermine, qui était pourtant tombée sous le contrôle des Républicains, et qui devait être épargnée, a fini par subir le sort commun. Le comité de surveillance révolutionnaire de Fontenay écrit, à celui de Niort, cette lettre datée du 4 avril 1794 : « Frères et amis. Un voile sombre et funèbre se répand sur la partie saine et fidèle du département de la Vendée. Hâtons-nous de prévenir les suites du plus cruel incendie. Nos premières sentinelles, les avant-postes que nous opposions à nos ennemis déclarés, n'existent plus. Les patriotes des parages de Sainte-Hermine, les postes du Simon, La Vineuse, la Réorthe, Sainte-Pexine, ne sont plus que des monceaux de cendres. Les ordres barbares du scélérat Huché, général à Luçon, sont des attentats les plus formels à la chose publique ». Après ces événements, le général républicain Jean-Baptiste Huché est arrêté sur ordre du Comité de surveillance de Luçon pour avoir commis des crimes contre des patriotes, le 9 avril 1794. Mais le 17 avril 1794, les Représentants en mission Hentz et Francastel arrivent à Luçon, mettent en état de siège la ville et font arrêter les membres du Comité responsables de l'arrestation du général Huché qui a finalement été libéré et réintégré dans l'armée sévissant en Vendée, en tant que général de division. Ce fut l'ultime preuve que ce général, surnommé « le boucher de la Vendée », ne faisait qu'exécuter les ordres venant de la Convention et du Comité de salut public.
Sainte-Hermine reçut la visite de Napoléon Ier et de l'Impératrice Joséphine le 8 août 1808, ainsi que celle de la duchesse de Berry le 10 juillet 1828.
En 1808, la commune absorbe celle voisine de Saint-Hermand, alors peuplée, au recensement de 1800, de 550 habitants ; Saint-Hermand avait, durant la Révolution, porté le nom d'Hermand-le-Guerrier, mais aussi le nom d'Hermine-sur-Smagne.
L'inauguration de la statue Clemenceau (place Clemenceau), la seule que le Tigre inaugura de son vivant, eut lieu le dimanche 2 octobre 1921. De nombreux hommes politiques se sont inclinés devant le monument, notamment Vincent Auriol, Gaston Monnerville, de Gaulle, Jacques Chirac... Lors de la visite en Vendée du général de Gaulle en 1965, ce monument fit l'objet d'une tentative d'attentat de la part de membres de l'OAS, dirigés par Jean-Jacques Susini. Georges Clemenceau passa son enfance au château de l'Aubraie, à La Réorthe, tout près de Sainte-Hermine et fut d'ailleurs médecin à Sainte-Hermine et il lui garda un attachement certain.
En mai 1940, à la suite de l'évacuation des habitants de Charleville (Ardennes), et plus largement de l'ensemble des habitants des Ardennes, vers la Vendée, Sainte-Hermine devient la préfecture du département des Ardennes, pour la durée de la guerre.
Dès l’aube de cette matinée du 4 novembre 1960, la Smagne était sortie de son lit. Elle recouvrait déjà les prairies situées en amont et en aval du pont de la Poste. Les crues étaient fréquentes à cette époque. Dès 8 heures, la Smagne se transforma en torrent, le niveau s’élevait sans discontinuer. Vers 10 heures, l’eau commença à envahir la rue Clemenceau. A 13 heures, la hauteur de l’eau atteint son apogée. De la Mairie jusqu’à la rue de l’If, la violence du courant interdisait l’accès aux maisons se trouvant sur ce parcours. Nonobstant, des voitures amphibies venant de Bretagne et se dirigeant vers La Rochelle arrivèrent à Sainte-Hermine dans le courant de l’après-midi. Ce sont elles qui délivrèrent les Herminois bloqués dans leur habitation.[réf. nécessaire]
En 1971, la commune de Sainte-Hermine fusionne avec Simon-la-Vineuse, alors peuplée, au recensement de 1968, de 487 habitants. Le projet de fusion entre Sainte-Hermine et Simon-la-Vineuse n’est pas nouveau. Il y a quelques années déjà, Monsieur Hirtz, Sous-Préfet de Fontenay-le-Comte, avait entretenu sur l’initiative du gouvernement. C’était l’époque où fusionnèrent Chantonnay, le Puy-Belliard et St-Mars-des-Prés – Les Herbiers, le Petit-Bourg et Ardelay– La Roche-sur-Yon, le Bourg et Saint-André d’Ornay – Mouzeuil et Saint-Martin-sous-Mouzeuil – Fontenay-le-Comte et Charzais.

## Politique et administration

### Liste des maires
| Période                                  | Période                              | Identité                       | Étiquette                                                      | Qualité |
| ---------------------------------------- | ------------------------------------ | ------------------------------ | -------------------------------------------------------------- | --- |
| 1896                                     | 1908                                 | Urbain Soullard                | Républicain                                                    | Notaire Conseiller général, élu dans le canton de Sainte-Hermine (1889-1907) |
| 1908[réf. nécessaire]                    | 1942 (démission)[réf. nécessaire]    | André Bugeaud[réf. nécessaire] | Radical[réf. nécessaire]                                       | Propriétaire terrien, ancien adjoint au maire Conseiller d'arrondissement (1907-1940)[réf. nécessaire] |
| Les données manquantes sont à compléter. |                                      |                                |                                                                | |
| Octobre 1947[réf. nécessaire]            | mars 1983[réf. nécessaire]           | Gérard Jamin                   | Radical-Centre républicain puis divers droite[réf. nécessaire] | Conseiller général, élu dans le canton de Sainte-Hermine (1949-1979) Vice-président du conseil général[réf. nécessaire] |
| Mars 1983[réf. nécessaire]               | 9 août 1986[réf. nécessaire] (décès) | René Gautron                   |                                                                | Exploitant agricole retraité[réf. nécessaire] |
| 19 septembre 1986[réf. nécessaire]       | Mars 1989[réf. nécessaire]           | Jean-Pierre de Lambilly        | Union pour la démocratie française Parti républicain           | Entrepreneur de travaux publics, ingénieur agronome[réf. nécessaire] Premier adjoint au maire (1983-1986)[réf. nécessaire] Conseiller général du canton de Sainte-Hermine (1979-2004) Vice-président du conseil général (1998-2004)[réf. nécessaire] |
| Mars 1989[réf. nécessaire]               | 21 mars 2008                         | Norbert Barbarit               | Divers droite                                                  | Médecin généraliste Conseiller général, élu dans le canton de Sainte-Hermine (2004-2015) |
| 21 mars 2008                             | 3 février 2020 (décès)               | Joseph Martin                  | Divers droite                                                  | Dentiste à la retraite |
| 17 février 2020,                         | 4 juillet 2020                       | Béatrice Blandineau            |                                                                | Commerçante |
| 4 juillet 2020                           | 31 décembre 2024                     | Philippe Barré                 | Aucun                                                          | Professeur d’histoire-géographie en lycée Président de la fédération vendéenne du Mouvement démocrate (2012-2020) Conseiller régional des Pays-de-la-Loire (depuis 2015), élu dans la Vendée                                                         |
| Les données manquantes sont à compléter. |                                      |                                |                                                                | |

### Jumelage
- Sillingy (Rhône-Alpes) depuis 2012.

## Population et société

### Démographie

#### Évolution démographique
L'évolution du nombre d'habitants est connue à travers les recensements de la population effectués dans la commune depuis 1793. Pour les communes de moins de 10 000 habitants, une enquête de recensement portant sur toute la population est réalisée tous les cinq ans, les populations de référence des années intermédiaires étant quant à elles estimées par interpolation ou extrapolation. Pour la commune, le premier recensement exhaustif entrant dans le cadre du nouveau dispositif a été réalisé en 2005.

En 2022, la commune comptait 2 962 habitants, en évolution de +2,17 % par rapport à 2016 (Vendée : +5,33 %, France hors Mayotte : +2,11 %).
| 1793  | 1800 | 1806  | 1821  | 1831  | 1836  | 1841  | 1846  | 1851  |
| ----- | ---- | ----- | ----- | ----- | ----- | ----- | ----- | ----- |
| 1 484 | 610  | 1 475 | 1 442 | 1 823 | 1 897 | 1 967 | 2 007 | 2 084 |

| 1856  | 1861  | 1866  | 1872  | 1876  | 1881  | 1886  | 1891  | 1896  |
| ----- | ----- | ----- | ----- | ----- | ----- | ----- | ----- | ----- |
| 2 071 | 2 069 | 2 008 | 1 936 | 1 883 | 1 869 | 1 933 | 1 963 | 1 962 |

| 1901  | 1906  | 1911  | 1921  | 1926  | 1931  | 1936  | 1946  | 1954  |
| ----- | ----- | ----- | ----- | ----- | ----- | ----- | ----- | ----- |
| 1 900 | 1 882 | 1 860 | 1 788 | 1 696 | 1 703 | 1 707 | 1 680 | 1 635 |

| 1962  | 1968  | 1975  | 1982  | 1990  | 1999  | 2005  | 2006  | 2010  |
| ----- | ----- | ----- | ----- | ----- | ----- | ----- | ----- | ----- |
| 1 687 | 1 729 | 2 304 | 2 339 | 2 285 | 2 256 | 2 503 | 2 512 | 2 612 |

| 2015  | 2020  | 2022  | - | - | - | - | - | - |
| ----- | ----- | ----- | - | - | - | - | - | - |
| 2 884 | 2 949 | 2 962 | - | - | - | - | - | - |

#### Pyramide des âges
La population de la commune est relativement jeune.
En 2018, le taux de personnes d'un âge inférieur à 30 ans s'élève à 35,0 %, soit au-dessus de la moyenne départementale (31,6 %). À l'inverse, le taux de personnes d'âge supérieur à 60 ans est de 28.3 % la même année, alors qu'il est de 31,0 % au niveau départemental.
En 2018, la commune comptait 1 443 hommes pour 1 487 femmes, soit un taux de 50,75 % de femmes, légèrement inférieur au taux départemental (51,16 %).
Les pyramides des âges de la commune et du département s'établissent comme suit :
| Hommes | Classe d’âge | Femmes |
| ------ | ------------ | ------ |
| 1,3    | 90 ou +      | 3,9    |
| 7,8    | 75-89 ans    | 10,5   |
| 16,5   | 60-74 ans    | 16,7   |
| 18,3   | 45-59 ans    | 17,2   |
| 19,0   | 30-44 ans    | 18,8   |
| 15,5   | 15-29 ans    | 14,5   |
| 21,7   | 0-14 ans     | 18,4   |

| Hommes | Classe d’âge | Femmes |
| ------ | ------------ | ------ |
| 0,8    | 90 ou +      | 2,2    |
| 8,7    | 75-89 ans    | 11,1   |
| 20,3   | 60-74 ans    | 21,3   |
| 20     | 45-59 ans    | 19,4   |
| 17,5   | 30-44 ans    | 16,8   |
| 15     | 15-29 ans    | 13,2   |
| 17,7   | 0-14 ans     | 16,1   |

### Manifestations culturelles et festivités
- Le festival de l'Histoire de France de Sainte-Hermine se tient sur la place de l'Église et tout autour du château de Sainte-Hermine le premier week-end et lundi d'août.

### Sports et loisirs
- Eugène Hamayon à sa retraite, en 2000, s'installe à Sainte-Hermine ; grâce à l'appui des élus, il ouvre son deuxième club de boxe française, après celui de Trappes dans les Yvelines, avec un effectif de quatorze licenciés. En 2009, il est élu président départemental, et avec lui, le club herminois va connaître son heure de gloire en 2010 avec le titre de championne du monde remporté par Mélissa Imbert[41], membre du club. De nombreux champions et vice-champions de Vendée sont également issus de ce club.

## Culture locale et patrimoine

### Lieux et monuments

#### Patrimoine civil

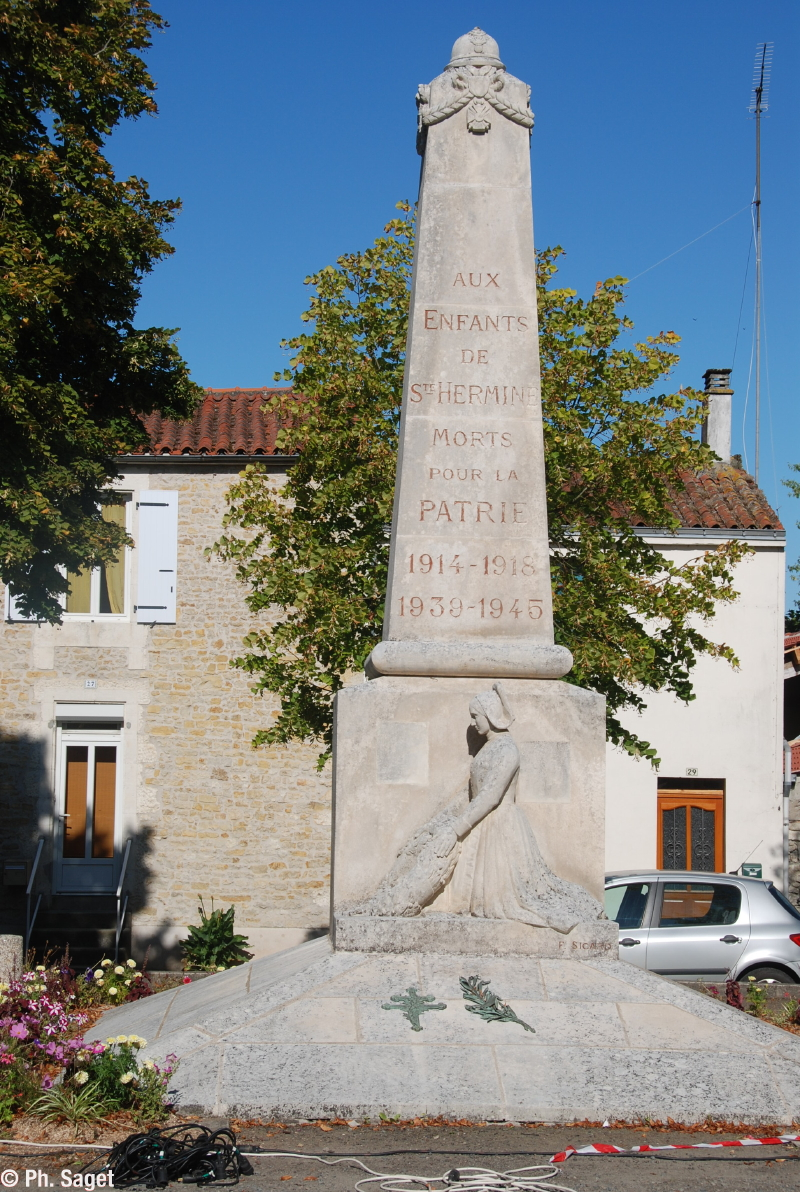
Monument aux morts.

- Château de Sainte-Hermine, inscription par arrêté du 17 février 2005[42].
- Logis du Petit-Magny (à voir : la tour d'escalier, la chapelle, les cheminées intérieures) ; inscription par arrêté du 19 décembre 1985[43].
- Manoir de la Petite-Coudraie (XVIIe et XVIIIe siècles), inscription par arrêté du 8 octobre 1984[44].
- Marché couvert (les halles), inscription par arrêté du 9 décembre 1985[45].
- Un monument représentant Georges Clemenceau avec ses poilus au milieu des tranchées, est localisé à l'intersection de la route Nantes à Bordeaux et de Niort à la Roche-sur-Yon. 46° 33′ 19″ N, 1° 03′ 41″ O. Réalisée par les sculpteurs François-Léon Sicard et Paul Belmondo, il a été inauguré par le Tigre lui-même en octobre 1921. La statue a été décapitée par les troupes d'occupation. La tête, conservée à la « maison de Georges Clemenceau » de Saint-Vincent-sur-Jard, a été restaurée par la suite. Cette sculpture est inscrite aux monuments historiques depuis 1998[46].

#### Patrimoine religieux
- Église Notre-Dame de Sainte-Hermine et ancien ossuaire. Inscription par arrêté du 6 février 1989[47].
- Église Saint-Pierre de Simon-la-Vineuse : chapelle du XVe siècle + étapes de constructions jusqu'au XIXe siècle, inscription par arrêté du 26 mars 1990[48].
- Temple protestant, inscription par arrêté du 6 février 1989[49].
- Cimetière protestant, inscription par arrêté du 6 février 1989[50].

### Personnalités liées à la commune
- Louis Majou, colonel de la grande Armée, mort dans cette commune.
- Henri Boutet (1851-1919), dessinateur et graveur, né dans cette commune.
- Gustave Marchegay (1859-1932), sculpteur, propriétaire du logis de la Barre Saint-Juire.
- Le supercentenaire Jean Teillet (1866-1977) est né à Sainte-Hermine, rue de la Douve en novembre 1866. Il est décédé en 1977 à l'âge de 110 ans et 131 jours.
- Le Maître-Verrier de Tours Van Guy, Yvan Guyet (1930-2017) né au Givre (85) exerçant sous le nom de Van-Guy ou Van Guy. Habitant Le Magny sur la commune de Sainte-Hermine, décédé à Luçon et inhumé au caveau familial du cimetière de Sainte-Hermine.

### Identité visuelle

#### Logotypes

Avant 2019.
De 2019 à 2021.
Depuis 2021.

#### Héraldique
| Blason | Blasonnement : D'hermine plain. |

## Pour approfondir